# Brian O'Nolan
Brian O'Nolan (irisky Brian Ó Nualláin, pseudonymy Flann O'Brien a Myles na gCopaleen; 5. října 1911 Strabane – 1. dubna 1966 Dublin) byl irský romanopisec, autor divadelních her a satirik, píšící anglicky a irsky. Byl ovlivněn Jamesem Joycem a je považován za jednoho z literárních předchůdců postmodernismu. 
Jeho hlavními díly jsou romány At Swim-Two-Birds (napsán anglicky pod pseudonymem Flann O'Brien, 1939; v českém překladu Martina Pokorného vyšel v roce 2014 pod názvem U ptáků plavavých), The Third Policeman (napsán anglicky, dokončen roku 1940, poprvé uveřejněn posmrtně roku 1967; v českém překladu Ondřeje Pilného vyšel v roce 1999 pod názvem Třetí strážník) a An Béal Bocht (napsán irsky pod pseudonymem Myles na gCopaleen, 1941; v českém překladu Jana Čápa román vyšel jako Řeči pro pláč: mizerný příběh jednoho krušného osudu), vyznačující se bizarním humorem a intenzivním využíváním metafikce.